# Leningrad Cowboys
Leningrad Cowboys je finská hudební skupina založená na konci osmdesátých let. Skupina hraje rockovou hudbu, ve specifickém provedení. Je známá i společnými koncerty s Alexandrovci.
Skupina se proslavila nejen svou více méně humornou hudbou, ale i svými nápadnými účesy a extrémně špičatými botami. Založili ji členové punkrockové skupiny Sleepy Sleepers, když finský režisér Aki Kaurismäki chtěl natočit film o fiktivní skupině a její cestě za úspěchem. Obliba filmu Leningradští kovbojové dobývají Ameriku, v němž hrál i ceněný herec Matti Pellonpää, byla taková, že nová skupina pokračovala dále.
V současné době skupina sestává z 11 kovbojů a dvou leningradských dam. Jejich hudba je ovlivněna polkou a progresivním rockem a věnuje se tématům jako vodka, traktory, rakety, ruskému folklóru, rock and rollovým baladám. Převládají v ní coververze známých skladeb mj. Beatles, Led Zeppelin a Lynyrd Skynyrd. Podstatnou součástí jejich vystoupení je humor.
Skupina Leningrad Cowboys se podílela svými výstupy v celkem třech filmech režiséra Akiho Kaurismäkiho:
- Leningrad Cowboys Go America
- Leningrad Cowboys Meet Moses
- Total Balalaika Show.

Leningrad Cowboys jsou také díky helsinské restauraci Zetor, kde občas pobývají, spojeni s traktory stejné značky.
V Praze vystupovali v roce 2004 a v roce 2007.

## Diskografie
- 1988: 1917 - 1987
- 1989: Leningrad Cowboys Go America
- 1992: Live In Provinzz
- 1992: We Cum From Brooklyn
- 1993: Total Balalaika Show
- 1994: Happy Together
- 1996: Leningrad Cowboys Go Space
- 1997: Mongolian Barbecue
- 1999: Thank You Very Many (kompilace)
- 2000: Terzo Mondo
- 2003: Global Balalaika Show
- 2006: Zombie's Paradise
- 2009: Those Were the Days – The Best of Leningrad Cowboys
- 2011: Buena Vodka Social Club